# Least Chub
Iotichthys phlegethontis là một loài cá vây tia trong họ Cyprinidae, là loài duy nhất trong chi 'Iotichthys. Nó chỉ được tìm thấy ở Hoa Kỳ.